# انحراف ضوئي
الانحراف الضوئي (Photo-erosion) هو تشتت الطبقات الخارجية لنواة ما قبل ولادة النجم عبر الإشعاع المؤين الصادر عن نجم قريب.
يعمل هذا الانحراف على منع تنامي هذه الطبقات الخارجية حول النجم الوليد في منتصف النواة، ويؤدي هذا بدوره إلى حماية النجم الوليد من أن يصبح نجمًا مكتمل النمو. وبدلاً من ذلك، يصبح النجم الوليد قزمًا بنيًا أو جرمًا ذا كتلة كوكبية.